# 1005 Arago
1005 Arago هو كويكب، يقع ضمن حزام الكويكبات. اكتشف في 5 سبتمبر 1923.

## روابط خارجية
- 1005 Arago في قاعدة بيانات مختبر الدفع النفاث لأجرام النظام الشمسي الصغيرة

- الاكتشاف · مخطط المدار ·  العناصر المدارية · المعلمات المادية

- 1005 Arago على موقع ويكي سكاي: DSS2, SDSS, GALEX, IRAS, Hydrogen α, X-Ray, Astrophoto, Sky Map, Articles and images